# Mount Wisting
Mount Wisting är ett berg i Antarktis. Det ligger i den centrala delen av kontinenten. Nya Zeeland gör anspråk på området. Toppen på Mount Wisting är 3 260 meter över havet.
Terrängen runt Mount Wisting är kuperad åt sydost, men åt nordväst är den platt. Trakten är obefolkad. Det finns inga samhällen i närheten. Berget är uppkallat efter Oscar Wisting.